# Novio

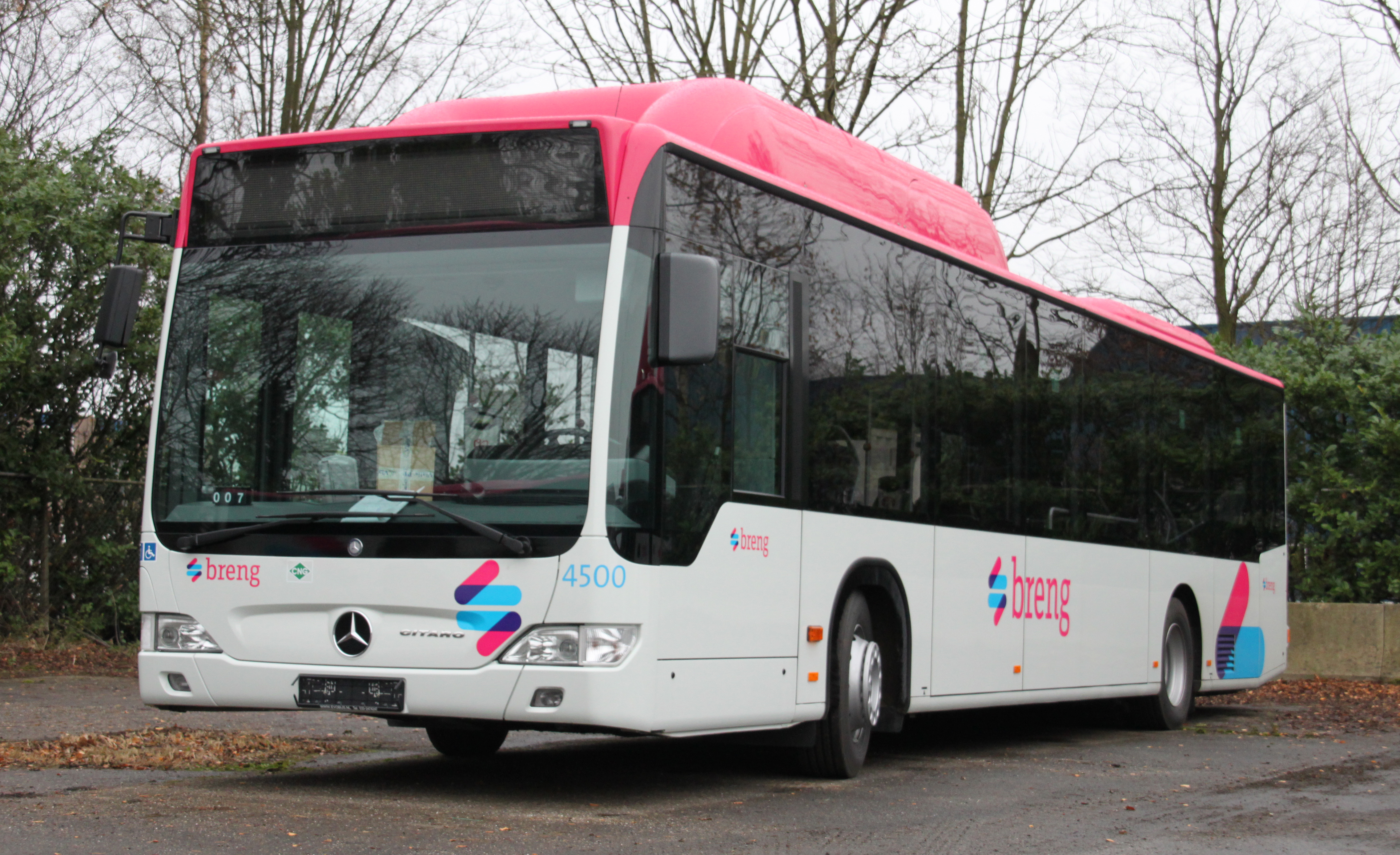
Neuer Noviobus für Nijmegen unter dem Produktnamen Breng

Novio ist ein ehemaliges Verkehrsunternehmen in der Stadt Nijmegen in der niederländischen Provinz Gelderland. Der Name wurde von Noviomagus, dem einst römischen Namen der Stadt, abgeleitet. Die Institution betrieb unter der Bezeichnung „Breng“ Linienbusse im Auftrag der dortigen Plusregio Stadsregio Arnhem-Nijmegen (früher Knooppunt Arnhem-Nijmegen) und war eine Tochtergesellschaft von Connexxion.

## Chronik
Im Jahr 1911 wurde in Nijmegen eine Straßenbahn unter dem Namen Gemeente Tram Nijmegen (GTN) eröffnet. Auch Oberleitungsbuslinien wurden etabliert und die Gesellschaft Nijmegen Trolleybus gegründet. Juristisch existierte die Straßenbahngesellschaft bis 1955 und das Trolleybusunternehmen bis März 1969, obwohl die Trolleybusse 1952 durch Autobusse – vorwiegend mit Omnibusmodellen des Fahrzeugherstellers DAF – ersetzt worden waren. Zusammen mit dem Verkehrsunternehmen Hermes (bis 1995 Zuidooster) wurde der Busverkehr in und um Nijmegen erbracht. Novio betrieb die meisten Stadtlinien, Hermes die Überlandbusse. Richtung Arnhem verkehrte ebenfalls Connexxion. Mit der NIAG wurden auch zwei Linien von Nijmegen Richtung Kranenburg und Kleve betrieben. Bis zum 28. Mai 2005 verkehrten an Samstagen auch Nachtbusse von Novio in Nijmegen. Am 1. Januar 2007 würde Novio von Connexxion gekauft und ab dem Datum neben Hermes eine Tochtergesellschaft von Connexxion.
Ab dem 13. Dezember 2009 wurde nach öffentlicher Ausschreibung der gesamte Verkehr in der Plusregio Stadsregio Arnhem-Nijmegen durch Novio erbracht. Der Verkehrsbereich beinhaltete den Stadtverkehr in Arnhem und in Nijmegen und den Überlandverkehr um diese Städte. Für Nijmegen wurden 69 neue Mercedes-Benz-Citaro-Busse mit Erdgasantrieb (CNG) gekauft. Außerdem übernahm die Gesellschaft das Arnhemer Oberleitungsbusnetz und beschaffte zum Teil neue Fahrzeuge. Für den Überlandverkehr wurden Connexxionbusse jüngerer Bauart umgerüstet. In Nijmegen würden wieder Nachtbusse eingeführt und das Nachtnetz in Arnhem wurde übernommen. Seitdem verkehrte Novio unter dem Produktnamen Breng in der Region und hatten alle Busse dieselbe Ausstrahlung; Busse aus Arnhem hatten blaue Dächer, während Busse aus Nijmegen rosa Dächer besaßen. Die Zusammenarbeit mit der NIAG würde weiterhin fortgesetzt.
Novio hatte die Konzession für drei Jahre erhalten. Danach wurde eine Konzession für eine längere Laufzeit neu ausgeschrieben. Novio hatte die Garantie, dass die neuen Erdgas- und Trolleybusse von einem eventuellen neuen Verkehrsunternehmen übernommen werden. Ab dem 9. Dezember 2012 verkehrt Hermes wieder in der Region und hat den Betrieb von Breng übernommen von Novio.